# Dinochloa sepang
Dinochloa sepang là một loài thực vật có hoa trong họ Hòa thảo. Loài này được Widjaja & Astuti mô tả khoa học đầu tiên năm 2004.